# 1650 Heckmann
Heckmann (asteróide 1650) é um asteróide da cintura principal com um diâmetro de 29,07 quilómetros, a 2,0371153 UA. Possui uma excentricidade de 0,1635614 e um período orbital de 1 388,25 dias (3,8 anos).
Heckmann tem uma velocidade orbital média de 19,0854308 km/s e uma inclinação de 2,74554º.
Esse asteróide foi descoberto em 11 de Outubro de 1937 por Karl Reinmuth.